# Tymczasowy Komitet Doradczo-Naukowy
Tymczasowy Komitet Doradczo-Naukowy (TKDN)  powstał w 1933 pod patronatem Miinisterstwa Spraw Wojskowych jako jedna z pierwszych w Polsce prób instytucjonalnego wykorzystania  środowiska naukowego w celu zwiększenia wojskowo-gospodarczego potencjału kraju. W pracach TKDN uczestniczyli profesorowie: Janusz Groszkowski Maksymilian Huber, Stanisław Pawłowski, Mieczysław Pożaryski, Antoni Roman, Bohdan Stefanowski, Wojciech Świętosławski, Czesław Witoszyński Mieczysław Wolfke oraz w 1936 r. Kazimierz Smoleński.  Oficerami łącznikowymi Ministerstwa Spraw Wojskowych byli: płk dr med. Zagrodzki, ppłk inż. Stanisław Witkowski, który był szefem Biura Przemysłu Wojennego i brał udział w obradach jak członek TKDN, oraz ppłk dypl. Leopold Gebel, zastępca szefa biura administracji armii, sekretarz TKDN.
Coraz bardziej niespokojna sytuacja w Europie wymuszała potrzebę opracowania nowego uzbrojenia i sprzętu dla wojska. Zakres prac TKDN był bardzo szeroki, od doskonalenia istniejącego uzbrojenia po technologie eksperymentalne (np. karabin elektryczny)
TKDN funkcjonował do późnych lat trzydziestych.